# Осредек при Зречах
Осредек при Зречах (словен. Osredek pri Zrečah) је насељено место у општини Зрече, Савињска регија, Словенија.

## Историја
До територијалне реорганизације у Словенији био је у саставу старе општине Словенске Коњице. Као самостално насеље Осредек при Зречах постоји од 1994. године. Настао је издвајањем дела из насеља Крижевец.

## Становништво
У попису становништва из 2011. године, Осредек при Зречах је имао 121 становника.
| Број становника према пописима | Број становника према пописима |
| ------------------------------ | ------------------------------ |
| 2002                           | 2011                           |
| 122                            | 121                            |

Напомена: Године 1994. настала издвајањем дела из насеља Крижевец. Све до 1998. године представљен под именом Осредек.